# WTA Key Biscayne
Das WTA-Turnier von Key Biscayne (offiziell: Virginia Slims of Florida) war ein Damen-Tennisturnier der WTA Tour, das auf Key Biscayne ausgetragen wurde.

## Siegerliste

### Einzel
| Jahr                      | Siegerin          | Finalgegnerin       | Ergebnis |
| ------------------------- | ----------------- | ------------------- | -------- |
| ↓ Kategorie: World Tour ↓ |                   |                     |          |
| 1985                      | Chris Evert-Lloyd | Martina Navratilova | 6:2, 6:4 |
| 1986                      | Chris Evert-Lloyd | Steffi Graf         | 6:3, 6:1 |

### Doppel
| Jahr                      | Siegerinnen                   | Finalgegnerinnen                        | Ergebnis      |
| ------------------------- | ----------------------------- | --------------------------------------- | ------------- |
| ↓ Kategorie: World Tour ↓ |                               |                                         |               |
| 1985                      | Kathy Jordan Elizabeth Smylie | Swetlana Tschernewa Laryssa Sawtschenko | 6:4, 7:6      |
| 1986                      | Kathy Jordan Elizabeth Smylie | Betsy Nagelsen Barbara Potter           | 7:6, 2:6, 6:2 |